# Full Clip: A Decade of Gang Starr
Full Clip: A Decade of Gang Starr è un album discografico di raccolta del duo hip hop statunitense Gang Starr, pubblicato nel 1999.

## Tracce
Disco 1
1. Intro (interlude)
2. Full Clip (con i Total
3. Discipline
4. Words I Manifest (Remix)
5. Ex Girl to Next Girl
6. I'm the Man (con Jeru the Damaja & Lil' Dap)
7. Mass Appeal
8. Jazz Thing (Video Mix)
9. The Militia (con Big Shug & Freddie Foxxx)
10. Tonz 'O' Gunz
11. Royalty (con K-Ci & JoJo)
12. Who's Gonna Take the Weight?
13. You Know My Steez
14. Above the Clouds (con Inspectah Deck)
15. Just to Get a Rap
16. DWYCK (con Nice & Smooth)

Disco 2
1. All 4 tha Cas$h
2. Step in the Arena
3. Work
4. Soliloquy of Chaos
5. Take It Personal
6. Speak Ya Clout (con Jeru the Damaja & Lil' Dap)
7. Gotta Get Over (Taking Loot)
8. 1/2 & 1/2 (con M.O.P.)
9. The ? Remainz
10. Code of the Streets
11. So Wassup?!
12. Now You're Mine
13. Betrayal (con Scarface)
14. B.Y.S.
15. Credit Is Due
16. The Militia II (Remix) (con WC &Rakim)
17. You Know My Steez (Three Men and a Lady Remix) (con The Lady of Rage & Kurupt)